# Marek Jastrzębiec-Mosakowski
Marek Jastrzębiec-Mosakowski (pseudonim Mosak) (ur. 1962 w Bartoszycach) – polski prozaik, krytyk literacki, eseista, literaturoznawca, tłumacz literatury francuskiej i profesor nadzwyczajny Uniwersytetu Gdańskiego.

## Życiorys
Jest absolwentem Liceum Ogólnokształcącego w Sztumie. Ukończył filologię polską na Uniwersytecie Gdańskim. Mieszkał w Nowym Jorku, gdzie był asystentem na wydziale języków romańskich w Hunter College. 1 maja 2008 roku na UG uzyskał stopień naukowy doktora habilitowanego nauk humanistycznych w zakresie literaturoznawstwa, na podstawie oceny ogólnego dorobku naukowego i rozprawy habilitacyjnej pod tytułem Strategie wymazywania. Kobiece bohaterki w męskich tekstach francuskiego Oświecenia.
Popularność zyskał w połowie lat 90., głównie dzięki Wschodniopruskiej trylogii, której pierwsza część Ślady na piasku (1994) została w 1994 nagrodzona w Konkursie Literackim Miasta Gdańska. Druga część, Pory roku, ukazała się w 1996, a trzecia, Vox lucis, w 1999.
Jego liczne artykuły i fragmenty prozy ukazały się w „Odrze”, „Czasie Kultury”, „Ex Librisie”, „Borussii”, „Kresach”, „Kwartalniku Artystycznym”, „Przeglądzie Politycznym”, „Krytyce Politycznej” oraz w nowojorskim tygodniku „Przegląd Polski”.
Związany z Trójmiastem. Obecnie jest pracownikiem naukowym w Katedrze Filologii Romańskiej Uniwersytetu Gdańskiego oraz nauczycielem w III Liceum Ogólnokształcącym im. Bohaterów Westerplatte w Gdańsku.